# 中国新疆喀什·中亚南亚商品交易会
中国新疆喀什·中亚南亚商品交易会，简称喀交会，中国新疆喀什地区主办的商品交易会。

## 历史
2005年5月10日至5月12日，由中国新疆喀什地区行政公署主办的中国新疆喀什·南亚中亚商品交易会在喀什新怡发国际会展中心举办。